# Notorious (single)
Notorious is een nummer van de Britse band Duran Duran. Het is de eerste single van hun vierde gelijknamige studioalbum uit 1986. Op 20 oktober dat jaar werd het nummer op single uitgebracht.

## Achtergrond
De plaat werd een wereldwijde hit, met een 7e positie in de UK Singles Chart, een 2e positie in de Amerikaanse Billboard Hot 100 en in Zweden, Nieuw-Zeeland de 6e, Duitsland de 12e, Oostenrijk de 14e en Zwitserland de 4e en Frankrijk de 37e positie.
In Nederland was de plaat op vrijdag 24 oktober 1986 Veronica Alarmschijf op Radio 3 en werd een hit in de destijds twee landelijke hitlijsten op de nationale publieke popzender. De plaat  behaalde in zowel de Nederlandse Top 40 als de Nationale Hitparade de 6e positie. In de Europese hitlijst op Radio 3, de TROS Europarade, werd de 2e positie bereikt.
In België bereikte de plaat de 6e positie in de voorloper van de Vlaamse Ultratop 50 en de 7e positie in de Vlaamse Radio 2 Top 30. In Wallonië werd géén notering behaald.